# باشگاه فوتبال سن خوان جابلوته
باشگاه فوتبال سن خوان جابلوته یک باشگاه فوتبال واقع در سن خوان، ترینیداد و توباگو است که در لیگ برتر تی‌تی این کشور بازی می‌کند. این تیم بازی‌های خانگی خود را در ورزشگاه هاسلی کرافورد در پورت آو اسپین، ترینیداد انجام می‌دهد.